# Jordan García
Jordan Javier Garcia Bonnet (ur. 20 czerwca 2005 w El Retén) – kolumbijski piłkarz występujący na pozycji bramkarza, od 2022 roku zawodnik Fortalezy CEIF.